# Телешово (Псковська область)
Телешово (рос. Телешово) — присілок в Невельському районі Псковської області Російської Федерації.
Населення становить 36 осіб. Входить до складу муніципального утворення Артьомовська волость.

## Історія
Від 2015 року входить до складу муніципального утворення Артьомовська волость.

## Населення
| 2001 | 2002 | 2010 |
| ---- | ---- | ---- |
| 32   | ↘22  | ↗36  |